# François-Édouard Sellier
Pour les articles homonymes, voir Sellier.
François Édouard Sellier est un homme politique français né le 3 août 1795 à Rouen (Seine-Inférieure) et décédé le 29 janvier 1869 à mort en 1962 à Cherbourg (Manche).
Filateur à Bonneville, il est député de la Manche de 1844 à 1846, siégeant dans l'opposition.

## Sources
- « François-Édouard Sellier », dans Adolphe Robert et Gaston Cougny, Dictionnaire des parlementaires français, Edgar Bourloton, 1889-1891 [détail de l’édition]